# شينتي
شينتي (بالإنجليزية: Shinty)‏ هي رياضة جماعية تلعب بفريقين في ملعب عشبي مكون من 12 لاعب لكل فريق، تمارس هذه الرياضة في منطقة المرتفعات الأسكتلندية (أو أسكتلندا العليا) في اسكتلندا في المملكة المتحدة، حيث أن لديها شعبية هناك. تدار هذه الرياضة من قبل مؤسسة كاماناشد.
تشبه هذه الرياضة هوكي الحقل والقذف من حيث وجود عصا تسمى كامان لكل لاعب، إلا أنها تختلفت من حيث أن يمكن للاعب الشينتي الاحتفاظ بالكرة عن طريق العصا في الجو، والقيام بتكتكتها في الجو، تعود أصول هذه الرياضة إلى رياضة القذف الأيرلندية، حيث أن الرياضة تم تطويرها ووضع قوانين لها من رياضة القذف.

## وصلات خارجية
- https://www.youtube.com/watch?v=oJDIWaaKfkQ